# John Baird (homme politique canadien)
Pour les articles homonymes, voir John Baird et Baird.
John Russell Baird, né le 26 mai 1969, est un homme politique canadien. Il était député à l'Assemblée législative de l'Ontario de 1995 à 2005 sous la bannière du Parti progressiste-conservateur, et a été ministre dans les cabinets de Mike Harris et Ernie Eves. Il était le député conservateur à la Chambre des communes du Canada pour la circonscription de Ottawa-Ouest—Nepean. Il a été nommé président du Conseil du Trésor le 6 février 2006, puis est ministre de l'Environnement du 4 janvier 2007 au 29 octobre 2008 et du 7 novembre 2010 au 4 janvier 2011, des Transports du 30 octobre 2008 au 6 août 2010 et des Relations avec la Chambre des communes du 4 janvier au 18 mai 2011. Il a été ministre des Affaires étrangères du 18 mai 2011 au 3 février 2015.

## Éducation et début de carrière
Baird est né à Ottawa (Ontario) et obtient un baccalauréat en études politiques de l'Université Queen's à Kingston en 1992. Il est président de l'aile jeunesse du Parti progressiste-conservateur de l'Ontario à la fin des années 1980, et appuie Dennis Timbrell dans ses deux tentatives infructueuses de prendre la direction du parti provincial en 1985. À l'âge de 16 ans, Baird est le plus jeune délégué à assister au congrès d'investiture du parti en janvier 1985. Lors de l'élection fédérale de 1988, il dit avoir été accusé de s'être introduit sur une propriété privée après avoir tenté d'interroger le premier ministre ontarien David Peterson sur la question du libre-échange avec les États-Unis lors d'un arrêt de la campagne libérale dans un centre commercial de Kingston.
Baird travaille comme employé politique de Perrin Beatty lorsque ce dernier est ministre de la Défense nationale au début des années 1990, et suit Beatty dans les remaniements ministériels subséquents jusqu'à sa nomination au poste de secrétaire d'État pour les Affaires externes dans le gouvernement éphémère de Kim Campbell. Après la défaite du gouvernement progressiste-conservateur fédéral aux élections de 1993, Baird travaille à titre de lobbyiste à Ottawa.

## Politique provinciale

### Député d'arrière-ban
Bien que Baird s'était davantage associé aux Red Tories comme Timbrell et Beatty auparavant, lorsqu'il se lance en politique il s'aligne plutôt avec l'aile droite du parti progressiste-conservateur de Mike Harris. Il est d'abord élu à l'Assemblée législative lors de l'élection provinciale de 1995, défaisant le député libéral sortant Hans Daigeler dans la circonscription de Nepean, à Ottawa. Il est le plus jeune député à la législature. Baird est nommé assistant parlementaire au ministre de l'environnement le 13 juillet 1995.
Baird fait un certain nombre de déclarations controversées au début de sa carrière législative. En 1995, lorsque la mère d'un enfant de cinq ans sévèrement handicapé est éjectée de la législature pour avoir manifesté contre les coupures du gouvernement Harris, Baird lance au moins trois fois : « C'est une membre de la SEFPO [Syndicat des employé-e-s de la fonction publique de l’Ontario]! » Plusieurs considéraient l'insulte cavalière, et son voisin de banquette Chris Stockwell se souvient avoir dit à Baird de se « fermer la gueule » après la troisième fois. Baird affirme que ses commentaires ont été pris hors contexte, et qu'il répondait à une question sur l'emploi de la femme. Il offre des excuses sans conditions à tous ceux qui ont pu être offusqués. Une autre fois, lors d'un débat télévisé au début de 1996, Baird confirme que les politiques de privatisation de son gouvernement résulteraient en des salaires moins élevés pour les travailleurs, mais affirme que la baisse des prix pour les consommateurs ferait l'équilibre.[réf. nécessaire]
Il est promu au poste d'assistant parlementaire au Président du conseil administratif du Cabinet en avril 1997 et est nommé assistant au ministre des Finances en novembre de la même année. En tant que député d'arrière-ban, Baird propose un projet de loi pour officiellement baptiser la route 416 « L'autoroute commémorative des anciens combattants » et obtint qu'elle soit votée par la législature. Il est réélu sans difficulté en 1999.

### Ministre des Services sociaux et communautaires
Baird se joint au conseil des ministres du premier ministre Harris le 17 juin 1999 à titre de ministre des Services sociaux et communautaires, où il devient responsable d'appliquer et d'élargir le programme ontarien du chômage contre travail (workfare). Un des rares ministres bilingues de Harris, il devient également ministre responsable des Affaires francophones.

#### 1999
Le mandat de Baird au sein du cabinet Harris est marqué par la controverse. Sa première conférence de presse est tenue en juillet 1999 et devait mettre en relief le bilan du gouvernement dans la réduction des prestataires d'assurance sociale. Le nouveau ministre affirme que 15 000 personnes avaient quitté le système depuis la mise en place du programme Ontario au Travail, et affirme que la politique est un succès. Il est toutefois incapable de fournir de l'information sur le nombre de bénéficiaires qui s'étaient vraiment trouvés de l'emploi, et il était incapable de rendre compte de 40 % des bénéficiaires coupés de la liste. La conférence de presse reçoit des critiques majoritairement négatives, et un nombre de rapports des médias critiquent subséquemment à la fois le principe et l'application du workfare en Ontario. Un chroniqueur politique, Ian Urquhart, décrit le programme comme "une grande fraude" (largely a fraud).
Un rapport du département de Baird vers la fin de 1999 montre que 10 600 placements de workfare avaient été créés dans les six premiers mois de 1999, un chiffre que le Toronto Star a noté était bien en dessous de celui prédit par le gouvernement. Baird annonce que son gouvernement continuerait avec le programme, et que la proportion des récipiendaires de l'assistance-sociale sur le workfare serait accru de 15 % à 30 %.
À la fin de 1999, Baird s'attire des critiques pour avoir refusé d'annuler un contrat de cinq ans d'une valeur de 180 millions $ entre son département et une firme privée basée aux Bermudes, Andersen Consulting (plus tard connu sous le nom d'Accenture). Le contrat, signé lorsque Janet Ecker était ministre des Services sociaux et communautaires, accordait à Andersen de fournir des mises à jour technologiques au système d'administration de l'assistance sociale de la province. Cet arrangement avait été critiqué par le vérificateur général Erik Peters, qui avait observé qu'il n'y avait rien dans le contrat pour empêcher la firme de hausser ses taux horaires. Un rapport publié au début de 2000 indiquait qu'Andersen facturait une moyenne de 257 $ l'heure pour un travail qui auparavant avait été accompli par les employés du ministère à 51 $ l'heure, tandis qu'un autre rapport indiquait que la firme avait facturé un total de 55 millions $ pour un travail permettant d'économiser environ 66 millions $. En réponse aux questions de l'opposition, Baird affirme vouloir négocier des taux plus bas mais qu'il n'annulerait pas le contrat.
Baird s'oppose au plan du gouvernement Harris de fusionner la ville d'Ottawa avec les municipalités environnantes en 1999, mais est incapable d'empêcher l'adoption de la politique à la législature.

#### 2000
Au début de 2000, Baird dévoile une série d'initiatives destinées à réduire la fraude et le mauvais usage du système d'assistance sociale, comprenant une ligne directe pour dénoncer les fraudes. En avril, il annonce que quiconque serait trouvé coupable d'avoir fraudé l'assistance sociale courait le risque d'être banni à vie du programme. Les critiques accusent le gouvernement Harris d'exagérer l'étendue de la fraude afin de miner la confiance du public dans les programmes d'assistance sociale. Au milieu de l'année, Baird annonce que les placements de workfare avaient atteint les quotas départementaux dans la majorité de la province.
En mai 2000, Baird annonce un programme de 50 millions $ pour aider les gens avec des handicaps de développement à vivre dans leurs communautés. Plus tard dans l'année, il annonce que la province envisage de fermer les trois institutions restantes pour les handicapés mentaux pour se concentrer sur une stratégie sur les soins à domicile. Baird exprime des réserves sur la condition physique de ces institutions et déclare que les résidents "ont droit à mieux."
Durant l'été de 2000, le département de Baird produit une brochure de quatre pages vantant le bilan de la réforme de l'assistance sociale de son gouvernement. L'ouvrage coûte 780 000 $ à produire, et est critiqué par l'opposition comme un gaspillage des ressources du gouvernement. Plus tard dans l'année, Baird annonce que son département dépenserait 26 millions $ pour la construction d'abris et d'autres fonds pour les sans-abris.

##### Tests antidopage
Baird favorise les tests antidopage pour les bénéficiaires de l'assistance sociale durant cette période, et suggère que ceux qui refusent ces tests pourrait voir leurs prestations coupées. Il introduit une initiative politique à cet effet lors d'une conférence de presse vers la fin de 2000 ; au cours de cette conférence, il prend des seringues dans une boîte et les jette à terre de façon dramatique. Il déclare que son département désire « empêcher les gens d'injecter leur chèque d'assistance sociale dans le bras, et de les injecter sur la voie du succès. » Baird confirme que son département ne dispose pas de chiffres fiables sur le nombre d'assistés sociaux aux prises avec des problèmes de drogue, mais cite des estimations plaçant ce chiffre entre 4 % et 10 %.
Cette proposition est accueillie par des critiques de plusieurs sources. Le Commissaire ontarien des droits de la personne Keith Norton, lui-même un ancien ministre progressiste-conservateur, exprime des inquiétudes que cela violerait des libertés civiques. Le ton de l'annonce de Baird est également critiqué, le Toronto Star l'accusant de « faire de son mieux [...] pour inciter chez les gens la peur et la haine des pauvres, doublant la honte portée par les plus vulnérables dans la société. » En campagne pour l'élection fédérale cinq ans plus tard, Baird reconnaît que l'affaire des seringues démontrait un « jugement immature ».
Peu après l'annonce de Baird, un site web gouvernemental opéré par le ministère des Services sociaux et communautaires lance une attaque partisane contre le chef libéral Dalton McGuinty pour son opposition au plan des tests antidopage. Le site affirme que McGuinty est « opposé à l'aide apportée aux assistés sociaux dépendants de la drogue. » Baird nie que le message est partisan, et refuse d'abord de s'excuser. Le Président de l'Assemblée législative tranche subséquemment que le contenu du site était inapproprié, et le message est retiré avec des excuses du gouvernement. Certains aspects du plan de tests antidopage sont réduits en 2001 lorsque des complications légales font surface.

#### 2001 - 2002
Au début de 2001, Baird annonce que le plan de tests antidopage de son gouvernement inclurait désormais les assistés sociaux dépendants aux médicaments et à l'alcool. Il annonce plus tard que les assistés sociaux devraient passer un test d'alphabétisme.
Les politiques sur l'assistance sociale du gouvernement Harris sont critiqués en août 2001 lorsqu'une femme enceinte à Sudbury meurt pendant qu'elle est confinée à domicile pour avoir fraudé l'assistance sociale. La femme avait été confinée à son appartement pour trois mois, et les rapports indiquent que sa grossesse était "exacerbée par les conditions de chaleur étouffante dans son appartement". En réponse aux critiques, Baird réplique qu'il ne commenterait pas les détails spécifiques du cas jusqu'à ce qu'une enquête du coroner soit complétée. Il défend également la direction politique générale du gouvernement. Une enquête subséquente n'attribue aucun blâme au gouvernement pour le décès de la femme, mais recommande que les bannissements à vie pour fraude soient éliminés, et que de la nourriture, un logement et des médicaments adéquats soient fournis à tous les confinés à domicile.
Le 8 février 2001, Baird reçoit des responsabilités additionnelles en tant que ministre responsable de l'Enfance. Son département augmente le financement pour les services à l'enfance au début de l'année, au milieu d'une demande provinciale accrue. Vers la fin de l'année, un rapport confidentiel du gouvernement recommandant des coupures de 40 % à 45 % dans les programmes destinés à l'enfance est obtenu par les médias. Baird refuse d'abord de commenter le document, mais rejette ses propositions au début de 2002.

### Whip du gouvernement
Baird est le premier membre du conseil des ministres à appuyer ouvertement Jim Flaherty dans la course à la succession de Mike Harris à la tête du Parti progressiste-conservateur en 2002. L'élection est remportée par le rival de Flaherty, Ernie Eves, et des rumeurs médiatiques suggèrent qu'il serait exclu du cabinet du nouveau premier ministre. Il est plutôt rétrogradé au poste de Whip en chef du gouvernement, tout en demeurant ministre associé pour les Affaires francophones. Son remplaçant aux Services sociaux est Brenda Elliott, associée à l'aile plus centriste du parti.

### Ministre de l'Énergie
Baird revient à une position plus importante au conseil des ministres en août 2002 quand Eves sépare les ministères de l'Environnement et de l'Énergie et le nomme à ce dernier. En tant que ministre de l'Énergie, Baird se voit d'abord confier la tâche d'appliquer le plan du gouvernement de privatiser une partie de Hydro One. Quelques mois plus tard, il est impliqué dans deux revirements politiques majeurs et interreliés dans cette affaire.
Le ministère de l'Énergie est soumis à une surveillance intense de la part des médias vers la fin de 2002, lorsque les prix de l'électricité augmentent de manière importante dans plusieurs régions de la province. Des critiques affirment que la déréglementation du gouvernement progressiste-conservateur (qui avait été appliquée avant que Baird ne devienne ministre) était responsable des hausses, quoique Baird ait argué qu'un été anormalement chaud était plutôt à blâmer. Les prix demeurent élevés durant l'automne, et le gouvernement Eves est forcé de re-réglementer le marché en novembre en imposant un plafond des prix. Le gouvernement continue de favoriser la déréglementation en principe, mais maintient le plafond pour le reste de son mandat. Le deuxième revirement arrive tard en janvier 2003, lorsque Eves annonce personnellement que Hydro One demeurerait sous contrôle public.
Baird est moins combatif en tant que ministre de l'Énergie qu'il ne l'avait été aux Services sociaux et communautaires, et démontre également un certain sens de l'humour. En novembre 2002, il se fait suivre partout par "Hydrozilla", un homme dans un costume de lézard géant envoyé par les néo-démocrates pour faire valoir leur position que la déréglementation des prix d'électricité créeraient un monstre. À un certain moment, alors qu'il était certain qu'il n'y avait pas de caméras aux alentours, il serre subitement Hydrozilla dans ses bras.
Bien que les politiques énergétiques du gouvernement Eves soient très controversées, les critiques de l'opposition étaient habituellement dirigées vers le premier ministre plutôt que son ministre. Tôt en mars 2003, Baird annonce que le gouvernement pourrait être forcé d'imposer des arrêts de service pour gérer le problème des pénuries d'électricité. Il encourage la conservation vers la fin de l'été, après une panne d'électricité à la grandeur de la province causée par une panne de génératrice aux États-Unis.
Baird reçoit des responsabilités supplémentaires en tant que Leader du gouvernement en Chambre en juin 2003 après que Chris Stockwell soit contraint à démissionner à la suite d'allégations selon lesquelles il aurait utilisé des fonds publics pour des vacances familiales.

### Député de l'Opposition
Le Parti libéral de l'Ontario remporte un gouvernement majoritaire à l'issue de l'élection générale de 2003, quoique Baird n'ait eu aucune difficulté à retenir son propre siège. Entre 2003 et 2005, il sert à titre de critique de l'Opposition officielle pour les Finances, la Culture, les Affaires francophones, les Affaires intergouvernementales et la Santé. Il s'oppose contre l'imposition d'une prime de santé par le gouvernement de Dalton McGuinty en 2004 et critique aussi ouvertement le Président de la législature Alvin Curling, décrivant sa performance comme une "honte absolue" (absolute disgrace).
Baird copréside la deuxième campagne à la direction du Parti progressiste-conservateur de Jim Flaherty dans la course à la direction de 2004. Flaherty est de nouveau défait, perdant au deuxième tour devant le plus centriste John Tory. Baird et Flaherty choisissent tous deux de quitter subséquemment la politique provinciale pour faire campagne pour la Chambre des communes fédérale.
Bien que Baird était généralement associé à l'aile droite du Parti progressiste-conservateur provincial, il épouse des positions libérales sur certaines questions sociales. Lui-même homosexuel, il appuie le mariage homosexuel lors de l'élection provinciale de 2003, et en 2005 aide le gouvernement McGuinty à assurer rapidement l'adoption d'une loi provinciale reconnaissant légalement les mariages entre conjoints de même sexe. Certains députés progressistes-conservateurs critiquent ouvertement Baird à cette dernière occasion.

## Politique fédérale
Lors de l'élection fédérale de 2000, Baird appuie un candidat de l'Alliance canadienne, et appuie la candidature de Stephen Harper lors du premier congrès d'investiture du Parti conservateur du Canada nouvellement formé en 2004. Il est subséquemment coprésident ontarien du Parti conservateur pour l'élection de 2004. Des rumeurs circulent voulant que Baird quitte la politique provinciale pour tenter sa chance aux élections fédérales de 2004, mais ce n'est qu'en 2005 qu'il annonce sa démission de son siège provincial afin de faire campagne pour le Parti conservateur fédéral.
Le 5 mai 2005, Baird remporte une chaude lutte pour la nomination conservatrice dans la circonscription fédérale de Ottawa-Ouest—Nepean, défaisant ses rivaux Ed Mahfouz, Margret Kopala et Ade Olumide. John Pacheco, un leader du mouvement conservateur contre le mariage homosexuel, avait aussi cherché à briguer la nomination, mais fut disqualifié en tant que candidat possible par l'association de circonscription en avril à cause de commentaires qu'il avait fait dans le passé alléguant que les pratiques homosexuelles posaient un risque pour la santé. Pacheco fait campagne dans l'élection à titre de conservateur indépendant avec l'intention explicite d'empêcher l'élection de Baird en lui soutirant des appuis. Il affirme que si sa campagne causait la défaite de Baird, les électeurs comprendraient que les conservateurs sur le plan social prenaient leur politique au sérieux. Baird opta pour ignorer complètement Pacheco lors d'un débat des candidats.
Baird est finalement élu, défaisant la candidate libérale Lee Farnworth par environ 5000 voix. Le Ottawa Citizen a appuyé Baird lors de cette campagne, affirmant que son jugement politique s'était considérablement amélioré depuis son temps au conseil des ministres de Mike Harris.

### Président du Conseil du Trésor

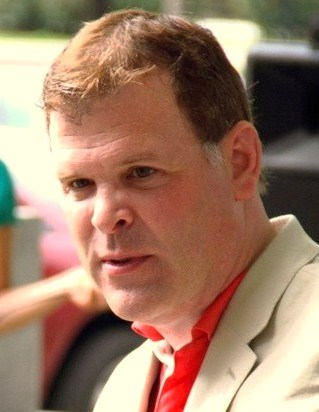
John Baird en 2010

Baird est nommé Président du Conseil du Trésor le 6 février 2006, un poste qui le met aux commandes des fonctionnaires fédéraux. Il affirme qu'une de ses priorités est d'empêcher que les emplois du gouvernement soient transférés hors d'Ottawa vers d'autres régions pour des motifs politiques, ce qu'il affirme être arrivé sous le gouvernement précédent. Baird a également indiqué que son gouvernement n'envisage pas de couper des emplois ou de réduire de façon radicale la taille du gouvernement.

### Ministre de l'Environnement
John Baird a succédé à Rona Ambrose comme ministre de l'Environnement le 4 janvier 2007. S'il laisse ce portefeuille pour celui des Transports le 29 octobre 2008, il le retrouve momentanément du 7 novembre 2010 au 4 janvier 2011, après la démission de Jim Prentice.

#### Opinions sur le réchauffement de la planète
« Que la cause [du réchauffement] soit l'activité humaine, ça, c'est une surprise pour moi », a-t-il dit en entrevue à Radio-Canada.
La solution n'est toutefois pas Kyoto, a réitéré le ministre. « C'est très important pour le gouvernement du Canada de réduire les émissions de gaz à effets de serre. Mais on ne veut pas prendre 5 milliards aux contribuables pour atteindre les objectifs de Kyoto si un autre pays, comme la Russie, ne fait rien pour réduire ses émissions de gaz à effets de serre. »

### Ministre des Affaires étrangères

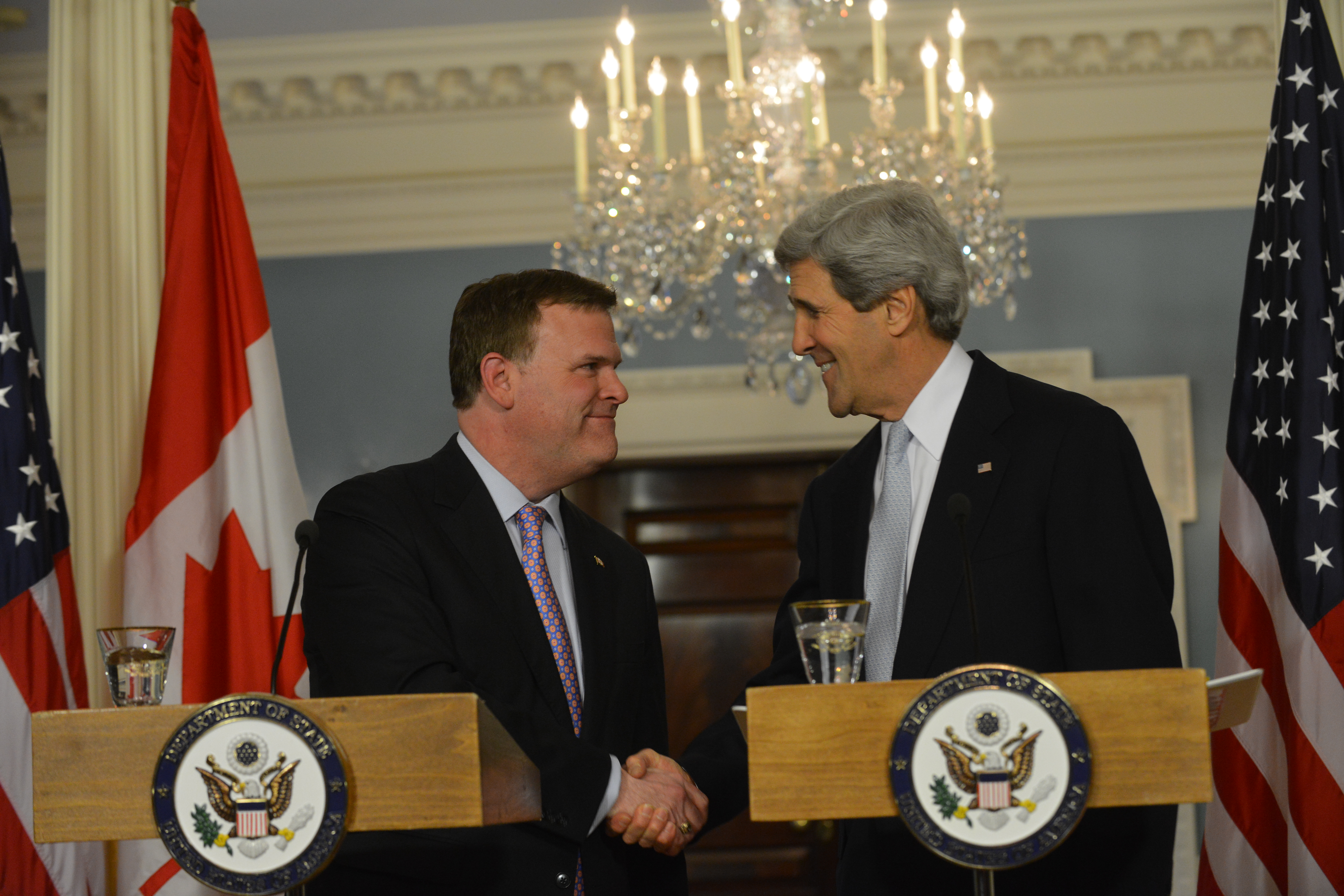
John Baird en compagnie du secrétaire d'État des États-Unis, John Kerry

Après les élections fédérales du 2 mai 2011, qui permettent pour la première fois au Parti conservateur du Canada de former un gouvernement majoritaire, John Baird est choisi pour remplacer Lawrence Cannon (battu dans sa circonscription québécoise de Pontiac) comme ministre des Affaires étrangères. Il donne sa démission en février 2015.
Son mandat est notamment caractérisé par sa position critique vis-à-vis de l'Iran. En septembre 2012, alléguant que l'Iran est un commanditaire du terrorisme international, il ferme l'ambassade canadienne à Téhéran. Par la suite cette décision a été attribuée à la volonté de plaire à l'Arabie saoudite, ennemi juré de l'Iran, afin de gagner un important contrat de véhicules blindés LAV 6, contrat qui hantera le gouvernement de Justin Trudeau.
En novembre 2013, alors que la Grande-Bretagne, la France, l'Allemagne, la Chine et la Russie appuyaient l'accord de Vienne sur le nucléaire iranien conclu entre l'Iran et les États-Unis, il se signale par sa position critique, en déclarant que « l'iran ne méritait pas d'avoir le bénéfice du doute ». Cette attitude a été condamnée par divers observateurs, selon qui elle n'a rien à voir avec la situation des droits des personnes en Iran et que, en visant à plaire à ses amis israéliens, le gouvernement Harper diminue la crédibilité du Canada sur le plan international, sans avoir aucun effet positif pour le peuple iranien.

## Controverse
- Après sa nomination comme ministre des Affaires étrangères en 2011, il a fait retirer deux tableaux du célèbre peintre québécois Alfred Pellan dans le hall de l'édifice du ministère. Les deux œuvres, grandes et riches en couleurs, représentent l'ouest et l'est du Canada. Elle se trouvaient côte à côte au-dessus du comptoir de la réception depuis l'inauguration de l'édifice, en 1973. Il les a  remplacées par un portrait de la reine Élisabeth II.
- Il a demandé et obtenu des cartes d'affaires qui transgressent les règles gouvernementales. Ces cartes sont unilingues anglophones, alors que les deux langues officielles devraient s'y trouver. Des gravures dorées se retrouvent sur la carte et le logo officiel du Canada n'y figure pas, contrairement aux normes fédérales. Puisqu'il n'y a plus de logo, les caractères les plus gros sur la carte sont « The Honourable John Baird, P.C., M.P. ». Il a insisté pour que le terme « Édifice Lester-B.-Pearson » n'apparaisse pas dans l'adresse du siège du ministère des Affaires étrangères à Ottawa, effaçant ainsi le nom de l'ancien premier ministre libéral, lauréat du prix Nobel de la paix.

## Faits divers
- Baird se fait surnommer "Rusty", un diminutif de son deuxième prénom "Russell".